# هاتنکا (دهانه)
هاتنکا یک دهانه برخوردی در ماه‌ است.

## دهانه‌های اقماری
این دهانه ۱ دهانه اقماری دارد.
| Hatanaka | عرض جغرافیایی | طول جغرافیایی | قطر          |
| -------- | ------------- | ------------- | ------------ |
| Q        | ۲۶.۱° N       | ۱۲۴.۲° W      | ۲۰.۰ کیلومتر |